# Alis Guggenheim
Pour les articles homonymes, voir Guggenheim.
Alis Guggenheim, née le 8 mars 1896 à Lengnau et morte le 2 septembre 1958 à Zurich, est une sculptrice et artiste peintre suisse.

## Biographie

### Origines et famille
Alis Guggenheim naît le 8 mars 1896 à Lengnau, dans le canton d'Argovie. Elle en également originaire.
Son père, Moses Guggenheim, est marchand de bétail et chef de la communauté juive de Lengnau ; sa mère est née Fanny Weil.

### Salon de mode, mariage
Après un apprentissage de modiste, elle ouvre en 1916 un salon de mode à Zurich, appelé Salon des Modes. Elle y rencontre un étudiant en droit russe nommé Mischa Berson, avec qui elle part en Union soviétique en 1919. Elle travaille alors comme couturière et devient membre du Parti communiste. En 1920, elle donne naissance à sa fille Ruth (Ruth Guggenheim Heussler 1920-2009) .
Après sa rupture avec Berson, elle rentre en Suisse et adhère au Parti communiste suisse. Son salon est un rendez-vous d'artistes et de membres du parti ouvrier. Elle côtoie ainsi Richard Paul Lohse, Karl Geiser, Max Bill, Albert Ehrismann et Max Raphael.

### Activités artistiques
En 1924, elle transforme son salon en atelier et y travaille comme sculptrice. En 1928, elle expose sa première grande sculpture de nu, Femme, à l'Exposition suisse du travail des femmes (SAFFA). En 1942, elle s'installe à Muzzano dans le canton du Tessin. Elle entretient des liens d'amitié avec Lisa Tetzner et Kurt Held. En 1954, elle reçoit le prix d'art de l'Association suisse des communautés juives et réalise sa première exposition personnelle au musée littéraire Strauhof de Zurich. Ses œuvres sont achetées par la ville, le canton et la Confédération.

### Mort
Elle meurt le 2 septembre 1958 à Zurich, à l'âge de 62 ans.

## Postérité
Ses œuvres sont conservées dans de nombreuses collections : le Musée des Beaux-Arts d'Argovie à Aarau, le Musée juif de Suisse à Bâle, le Musée d'Israël à Jérusalem, la collection d'art de la ville et du canton de Zurich.